# Pedesta pedla
Pedesta pedla is een vlinder uit de familie van de dikkopjes (Hesperiidae). De wetenschappelijke naam van de soort is voor het eerst geldig gepubliceerd in 1957 door William Harry Evans.